# Iuriivka, Bratske
Iuriivka (în ucraineană Юр'ївка) este un sat în comuna Mîroliubivka din raionul Bratske, regiunea Mîkolaiiv, Ucraina.

## Demografie
Componența lingvistică a localității Iuriivka
     Ucraineană (94,68%)
     Română (3,72%)
     Rusă (1,6%)
Conform recensământului din 2001, majoritatea populației localității Iuriivka era vorbitoare de ucraineană (94,68%), existând în minoritate și vorbitori de română (3,72%) și rusă (1,6%).